# Булак (Могойтуйський район)
Була́к (рос. Булак) — селище у складі Могойтуйського району Забайкальського краю, Росія. Входить до складу Хілинського сільського поселення.

## Населення
Населення — 44 особи (2010; 43 у 2002).
Національний склад (станом на 2002 рік):
- росіяни — 93 %